# Falcarinol
Falcarinol ist ein natürlich vorkommender ungesättigter Alkohol. Er ist ein chiraler Alkohol mit zwei Kohlenstoff-Dreifach- und zwei -Doppelbindungen.

## Bedeutung und Wirkung
Der gegen Schädlinge wirksame Stoff (Pestizid) ist beispielsweise in Karotten, rotem Ginseng (Panax ginseng), Saposhnikovia divaricata und gemeinem Efeu enthalten und schützt die Wurzeln der Pflanzen vor verschiedenen Pilzerkrankungen wie beispielsweise die durch Mycocentrospora acerina ausgelösten Mycocentrospora-Blattflecken.

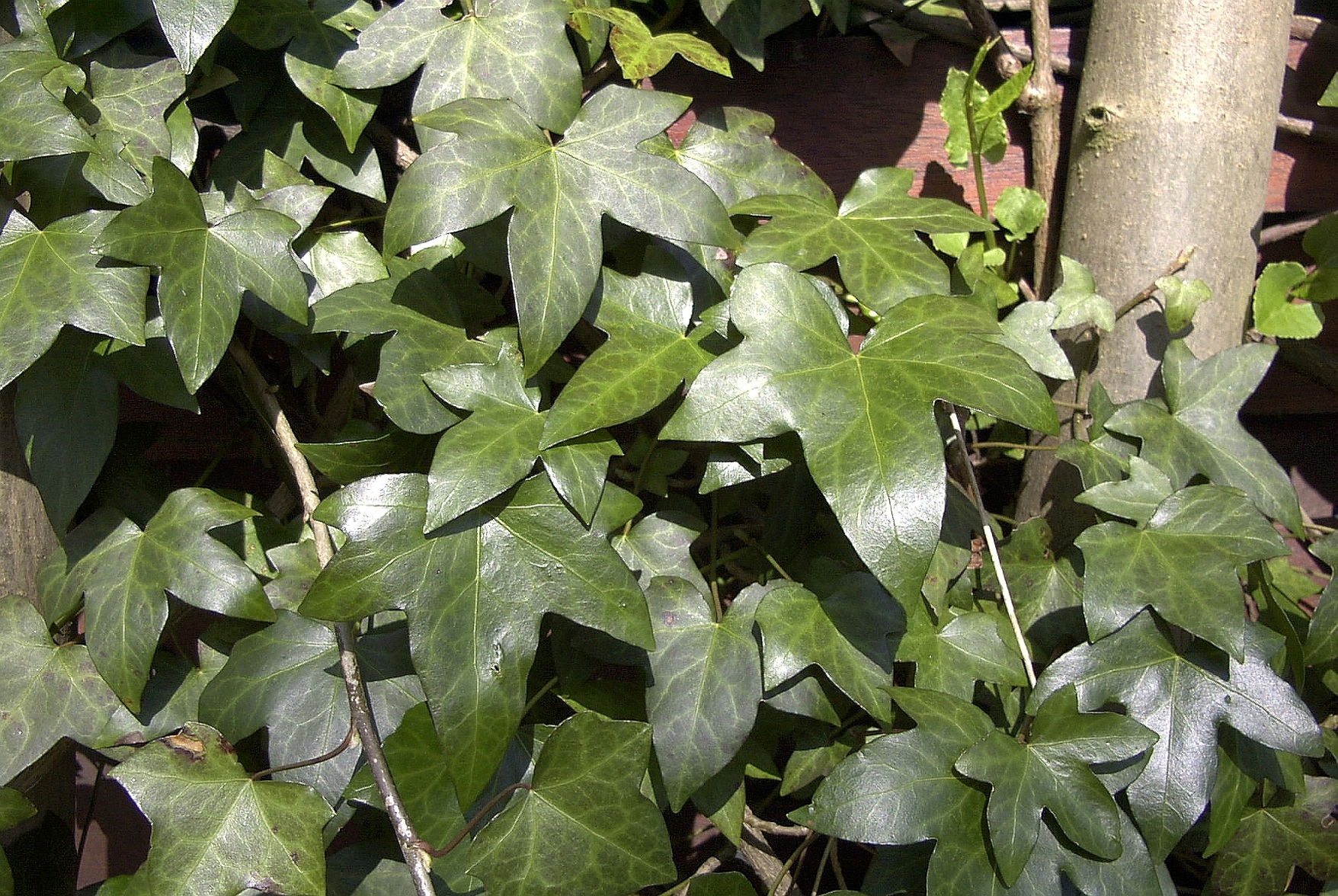
Gemeiner Efeu enthält den Naturstoff Falcarinol.

Im Fütterungsversuch an Ratten zeigte Falcarinol in niedriger Dosierung eine krebsvorbeugende Wirkung; daneben wurden antibakterielle, fungizide und schmerzhemmende Eigenschaften sowie Hemmung der Thrombozytenaggregation nachgewiesen. In größeren Mengen ist es giftig.
Falcarinol kann allergische Reaktionen und entzündliche Hautreizungen hervorrufen. Beispielsweise beim Schneiden von Efeu, der größere Mengen natürlicher Giftstoffe u. a. Falcarinol enthält, werden deshalb leichte Schutzmaßnahmen empfohlen.